# Lupin (philippinische Fernsehserie)
Lupin ist eine philippinische Drama-Fernsehserie, die vom 9. April 2007 bis zum 17. August 2007 auf GMA Network ausgestrahlt wurde. Die Fernsehserie ist lose an die französische Krimireihe um den Meisterdieb Arsène Lupin und die japanische Manga- und Animereihe Lupin III angelehnt.

## Handlung
Lupin, der Enkel des französischen Meisterdiebes Arsène Lupin, wird bereits als Junge Waise, als sein Vater, ein reicher Geschäftsmann, tot aufgefunden wird. Der beste Freund seines Vaters, ein ehemaliger Dieb und Geschäftsmann, ist der Hauptverdächtige.  Seine Mutter, Cecilia Lupin, kann zwar mit ihm entkommen, wird aber auf der Flucht von ihm getrennt und für tot gehalten, weil sie verschwunden bleibt. Der junge André Lupin  wird von Duroy gefunden, der ihn aufzieht und das Stehlen lehrt. Er erhält den neuen Namen Lupin de Dios. Als einziger Erbe des Reichtums seines verstorbenen Vaters wird er zum besten Dieb der Stadt. Er hat flinke Hände und gute Reflexe, aber er denkt noch schneller. Obwohl er nur die High-School abgeschlossen hat, ist er sehr intelligent. Tagsüber tritt er als reicher Geschäftsmann auf und nachts betätigt er sich als Meisterdieb, wobei er als Playboy mit Witz und Charme zum Ziel zu kommen versucht. Lupin hat drei Komplizen, die ihm bei seinen Raubzügen helfen: Ashley, eine Absolventin einer Militärschule und Scharfschützin, ist eine Meisterin der Verkleidung und wunderschön, aber eine kaltblütige Killerin. Lupin ist bereits seit seiner Kindheit mit ihr befreundet. Brigitte ist Lupins Spezialistin für das Ausbaldowern im Vorfeld seiner Raubzüge. Sie ist eine College-Abbrecherin und Hackerin, die am Schulcomputer ihre Kenntnisse erworben hat. Sie ist außerdem eine geschickte Messerkämpferin. Sein dritter Komplize ist Castor, ein ehemaliger Feind Lupins, der als der König von Small Time Con bekannt war. Lupin hat sich in zwei Frauen verliebt. Die erste Frau ist Angeli Villavicer, für die Lupin sein Leben als Dieb aufgeben wollte. Seine Hochzeit mit ihr wurde jedoch durch eine Tragödie verhindert. Die zweite Frau ist Avril Legarda, die Tochter und Alleinerbin eines reichen Geschäftsmannes, der getötet wurde.

## Besetzung
| Schauspieler      | Rolle                                   |
| ----------------- | --------------------------------------- |
| Richard Gutierrez | André Lupin/Lupin De Dios/Xedric Apacer |
| Janno Gibbs       | Inspektor Clavio Angeles                |
| Katrina Halili    | Veronica Arkanghel/Ashley Calibre       |
| Rhian Ramos       | Avril Legarda                           |
| Ehra Madrigal     | Brigitte Maisog                         |
| Boy2 Quizon       | Castor                                  |

## DVD
Die Fernsehserie wurde auch auf DVD veröffentlicht.